# Alain Dorémieux
Alain Dorémieux (15. srpna 1933, Paříž – 26. července 1998, Paříž) byl francouzský spisovatel, překladatel, vydavatel a kritik. Patří mezi spoluzakladatele moderní francouzské science fiction, kde se řadí spíše mezi konzervativní autory. Jako vydavatel však podporoval ve fantastice avantgardní tendence, což mu bývalo vyčítáno.

Byl edičně činný v revuích Fiction a Galaxie, psal pod různými pseudonymy. Založil nakladatelství Opta a v jeho rámci Klub knihy o budoucnosti a edici Nébula.
V češtině vyšla jeho povídka Obyvatel hvězd ( fr. L'habitant des étoiles) v antologii Vesmír je báječné místo pro život (1987).

### Romány
- Black Velvet (1991)

### Sbírky
- Promenades au bord du gouffre (1978)
- Le livre d'or de la science-fiction: Alain Dorémieux (1980)
- Couloirs sans issue (1981)
- Tableaux du délire? (1999)
- Dimension Alain Dorémieux (2010)